# القلالين (بني كيسان)
القلالين هو دُوَّار يقع بجماعة كيسان، إقليم تاونات، جهة فاس مكناس في المملكة المغربية. ينتمي الدوّار لمشيخة بني كيسان التي تضم 16 دوار. يقدر عدد سكانه بـ 1039 نسمة حسب الإحصاء الرسمي للسكان والسكنى لسنة 2004.

## روابط خارجية
- البوابة الوطنية للجماعات الترابية
- المندوبية السامية للتخطيط